# Pyrinia cundinamarcata
Pyrinia cundinamarcata är en fjärilsart som beskrevs av Charles Oberthür 1912. Pyrinia cundinamarcata ingår i släktet Pyrinia och familjen mätare. Inga underarter finns listade.